# Paul Larocque (journaliste)
Pour les articles homonymes, voir Paul Larocque.
Paul Larocque est un journaliste et un animateur de télévision québécois né le 28 novembre 1957 à Val-d'Or, en Abitibi-Témiscamingue.

## Biographie
Paul Larocque est un ancien du programme Arts et Technologies de Médias, du Cégep de Jonquière.
Sa carrière journalistique a débuté en 1976, lors du premier mandat de René Lévesque. D'abord correspondant à la colline parlementaire à Québec, il fera des reportages détaillés sur la crise d'Oka et le référendum québécois de 1995. Il a réalisé plusieurs reportages à l'étranger, en Israël comme en Haïti. 
Durant ces années de travail à couvrir la politique nationale et fédérale, il se bâtit une crédibilité de journaliste sérieux, qui vulgarise l'information.
Il a été le coanimateur de Michel C. Auger à Larocque-Auger diffusée au réseau TVA de janvier 2005 à avril 2006. 
Il a été affecté à la couverture des travaux de la Colline parlementaire à Québec de 1992 à 2006.
Il est récipiendaire, en 2006, de la Médaille de l'Assemblée nationale.
Depuis septembre 2006, il est le coanimateur du TVA 17 heures et TVA 18 heures avec Pierre Bruneau, du lundi au vendredi, au réseau TVA. Il est aussi chef d'antenne suppléant des bulletins de nouvelles du réseau et fut coanimateur avec l'ex-député et ministre Jean Lapierre (1956-2016) de l'émission politique du dimanche Larocque-Lapierre diffusée au réseau TVA de avril 2007 jusqu'en 2016. À la suite du décès de Jean Lapierre, l'émission a été renommée La joute.
Il anime l'émission JE entre 2013 et 2018.
Il anime l'émission Le Bilan depuis 2021